# اچ‌ام‌اس جی۹
اچ‌ام‌اس جی۹ (به انگلیسی: HMS G9) یک زیردریایی بود که طول آن ۵۷٫۵ متر (۱۸۸ فوت ۸ اینچ) بود. این زیردریایی در سال ۱۹۱۶ ساخته شد.